# Stefan Skodler
Stefan Skodler (né le 26 août 1909 à Vienne, mort le 29 août 1975 dans la même ville) est un acteur autrichien.

## Biographie
Skodler joue au Burgtheater de 1945 à 1947, puis à nouveau à partir de 1950.

## Filmographie
- 1949 : Profondeurs mystérieuses
- 1951 : Das Herz einer Frau
- 1952 : Vienne, premier avril an 2000
- 1954 : Das Licht der Liebe
- 1954 : Les Jeunes Années d'une reine
- 1955 : Götz von Berlichingen
- 1960 : Don Carlos (de)
- 1963 : Liliom (TV)
- 1963 : Le Cardinal
- 1965 : Der Nachfolger (TV)
- 1972 : Das bin ich – Wiener Schicksale aus den 30er Jahren: Österreich zwischen Demokratie und Diktatur